# Łukasz Jurkojć

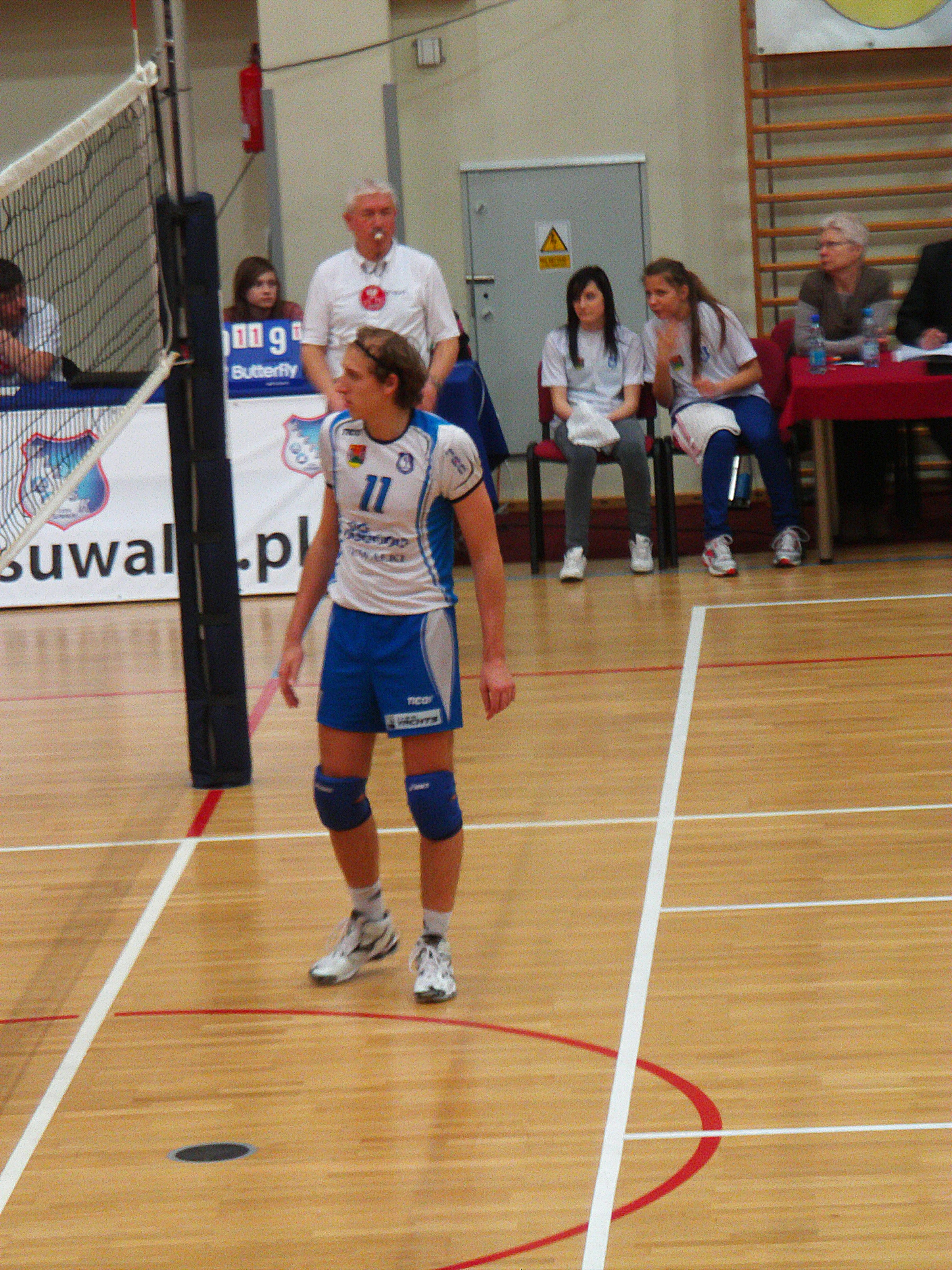
Łukasz Jurkojć zawodnikiem Ślepska Suwałki w sezonie 2011/2012

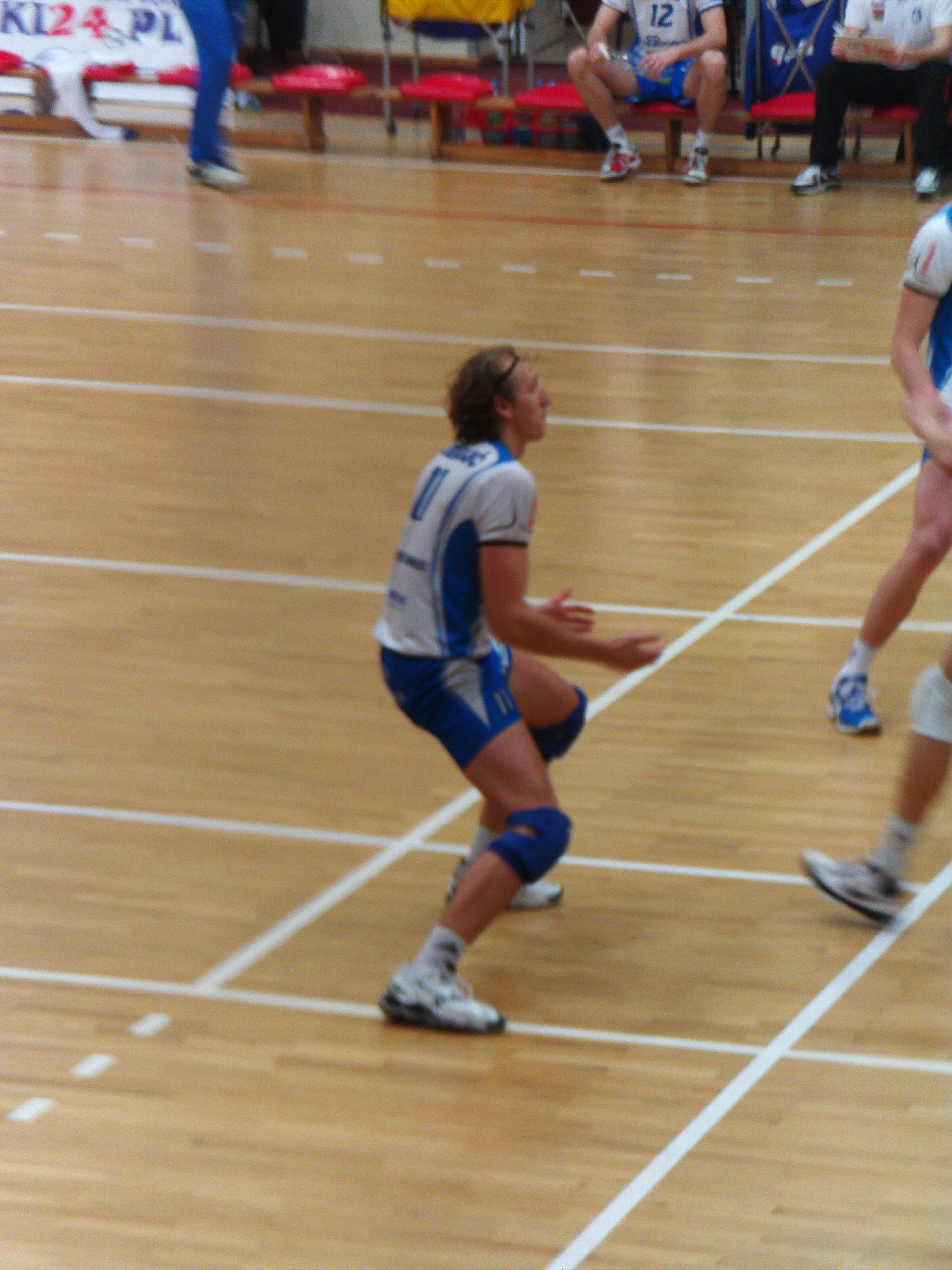
Łukasz Jurkojć zawodnikiem Ślepska Suwałki w sezonie 2011/2012

Łukasz Jurkojć (ur. 12 sierpnia 1984 w Pile) – polski siatkarz, grający na pozycji rozgrywającego.
Jego żona o imieniu Aleksandra, również była siatkarką.

## Kariera klubowa
| Kariera juniorska | Kariera juniorska                                 | Kariera juniorska | Kariera juniorska | Kariera juniorska | Kariera juniorska | Kariera juniorska | Kariera juniorska | Kariera juniorska | Kariera juniorska | Kariera juniorska |
| ----------------- | ------------------------------------------------- | ----------------- | ----------------- | ----------------- | ----------------- | ----------------- | ----------------- | ----------------- | ----------------- | ----------------- |
| Lata              | Klub                                              |                   |                   |                   |                   |                   |                   |                   |                   |                   |
| 2000–2005         | VKS Joker Piła                                    |                   |                   |                   |                   |                   |                   |                   |                   |                   |
| Kariera seniorska |                                                   |                   |                   |                   |                   |                   |                   |                   |                   |                   |
| Lata              | Klub                                              |                   |                   |                   |                   |                   |                   |                   |                   |                   |
| 2002–2006         | VKS Joker Piła                                    |                   |                   |                   |                   |                   |                   |                   |                   |                   |
| 2006–2008         | Płomień Sosnowiec                                 |                   |                   |                   |                   |                   |                   |                   |                   |                   |
| 2008–2010         | VKS Joker Piła                                    |                   |                   |                   |                   |                   |                   |                   |                   |                   |
| 2010–2013         | MKS Ślepsk Suwałki                                |                   |                   |                   |                   |                   |                   |                   |                   |                   |
| 2013–2014         | Krispol Września                                  |                   |                   |                   |                   |                   |                   |                   |                   |                   |
| 2015–2016         | GKS Katowice                                      |                   |                   |                   |                   |                   |                   |                   |                   |                   |
| 2016–2017         | TSV Sanok                                         |                   |                   |                   |                   |                   |                   |                   |                   |                   |
| 2017–2020         | SPS Chrobry Głogów                                |                   |                   |                   |                   |                   |                   |                   |                   |                   |
| 2020–2021         | WKS Sobieski Arena Żagań                          |                   |                   |                   |                   |                   |                   |                   |                   |                   |
| 2021–2023         | MKST Astra Nowa Sól                               |                   |                   |                   |                   |                   |                   |                   |                   |                   |
| 2023–2024         | Chełmiec Wałbrzych                                |                   |                   |                   |                   |                   |                   |                   |                   |                   |
| Kariera trenerska |                                                   |                   |                   |                   |                   |                   |                   |                   |                   |                   |
| Lata              | Klub                                              |                   |                   |                   |                   |                   |                   |                   |                   |                   |
| 2023–2024         | Chełmiec Wałbrzych                                |                   |                   |                   |                   |                   |                   |                   |                   |                   |
| 2024–2025         | REA BAS Białystok                                 |                   |                   |                   |                   |                   |                   |                   |                   |                   |
| 2025–             | Reprezentacja Ukrainy Juniorów (asystent trenera) |                   |                   |                   |                   |                   |                   |                   |                   |                   |
| 2025–             | Ślepsk Malow Suwałki (asystent trenera)           |                   |                   |                   |                   |                   |                   |                   |                   |                   |

## Sukcesy klubowe

### młodzieżowe
Mistrzostwa Polski Kadetów:
- 2001

Mistrzostwa Polski Juniorów:
- 2002, 2003

### seniorskie
II liga:
- 2003, 2009, 2022

I liga:
- 2005, 2007, 2016
- 2004

## Siatkówka plażowa
Mistrzostwa Polski Kadetów:
- 2001 (w parze z Michałem Lachem)

Mistrzostwa Polski Juniorów:
- 2003 (w parze z Pawłem Nalikowskim)